# NGC 4993
NGC 4993 (NGC 4994) je eliptična galaktika u zviježđu Vodenoj zmiji. Naknadno je utvrđeno da je NGC 4994 ista galaktika.

## Vanjske poveznice
- (engl.) SEDS: NGC 4993
- (engl.) Revidirani Novi opći katalog
- (engl.) Izvangalaktička baza podataka NASA-e i IPAC-a
- (engl.) Astronomska baza podataka SIMBAD
- (engl.) VizieR